# Наталія Костянтинович
Наталія Костянтинович (10 жовтня 1882 — 21 серпня 1950) — принцеса Чорногорська, дружина принца Мірко Дмитра.

## Біографія
У 1902 році вступила в шлюб з чорногорським принцем Мірко, молодшим сином короля Николи I і королеви Мілени. Була далекою родичкою сербського короля Олександра I Обреновича, і Нікола був зацікавлений у цьому шлюбі, розраховуючи посадити свого сина на сербський престол.
Спочатку шлюб був щасливим. Чоловік був закоханий у Наталію, «схожу на богиню», яку в сім'ї називали Лілі. Але незабаром принц повернувся до своїх численних коханок, що позначилося на сімейних стосунках. У шлюбі, однак, Наталія народила п'ятеро дітей, з яких лише принц Михайло (1908–1986) прожив довге життя. Всі інші чотири сини: Станіслав і Стефан померли від туберкульозу в 1908 році, Павло і Еммануель померли в більш дорослому віці, але потомства не залишили.
Наталя була дуже близькою зі своєю родичкою Оленою і дуже часто відвідувала її в Італії. Олена була італійською королевою, дружиною короля Віктора-Еммануїла III. Чоловік, Мірко, бажав посварити жінок, пустивши чутку про те, що його колишня дружина їздить в Італію до коханця, короля Віктора-Еммануїла. Коли про це дізнався батько Мірко король Никола, то посадив принца під домашній арешт, щоб не псувати відносин з Італією. Після цього Наталя переїхала в Париж до батьків. У 1917 році їх союз остаточно був розірваний розлученням. Мірко помер на наступний рік у Відні. Спочатку вона жила у Великій Британії, потім у Франції. 
У 1920 році вступила в другий шлюб з графом Гастоном Errembault де Dudzeele (1877–1961). Народила двох дочок:
- Олена (1921–2006)
- Анна-Марія (1922–1984).